# ウォルト・ディズニー・スタジオ・モーション・ピクチャーズ
ウォルト・ディズニー・スタジオ・モーション・ピクチャーズ (Walt Disney Studios Motion Pictures)（旧称：ブエナ・ビスタ・ピクチャーズ・ディストリビューション、2007年まで）は、ウォルト・ディズニー・カンパニーにあるディズニー・エンターテインメントに属するアメリカの映画配給スタジオである。
ウォルト・ディズニー・ピクチャーズ、ウォルト・ディズニー・アニメーション・スタジオ、ピクサー、マーベル・スタジオ、ルーカスフィルムなど、ウォルト・ディズニー・スタジオが製作・公開した映画の劇場公開やデジタル配信、マーケティング、プロモーションを行っている。同じくディズニー傘下の20世紀スタジオとサーチライト・ピクチャーズは、独立した劇場用映画の配給とマーケティング部門を運営している。
1953年にブエナ・ビスタ・フィルム・ディストリビューション・カンパニー（のちにブエナ・ビスタ・ディストリビューション・カンパニー、ブエナ・ビスタ・ピクチャーズ・ディストリビューションに社名変更）として設立された。2007年に現在の社名となった。

## 歴史
1953年以前、ウォルト・ディズニーの作品はM.J. ウィンクラー・ピクチャーズ（1924–1926）、フィルム・ブッキング・オフィス・オブ・アメリカ（1926–1927）、ユニバーサル・ピクチャーズ（1927–1928）、セレブリティー・プロダクションズ（1928–1929）、コロンビア ピクチャーズ（1930–1932）、ユナイテッド・アーティスツ（1932–1937）および RKOラジオ・ピクチャーズ（1937–1956）によって配給されていた。

### ブエナ・ビスタ
1953年にウォルト・ディズニーの初の長編実写ドキュメンタリー映画「砂漠は生きている」の長編映画シリーズ「自然と冒険記録映画」の配給をめぐって、ウォルトと兄のロイ・O・ディズニーが100％子会社ブエナ・ビスタ・フィルム・ディストリビューション・カンパニー (Buena Vista Film Distribution Co, Inc.) として設立し、自社で製作した作品の北米配給を行うことになった。RKO社は配給を拒否した。「ブエナ・ビスタ」の名前は、ウォルト・ディズニー・スタジオがあったカリフォルニア州バーバンクの通りに由来している（現在も残っている）。ブエナ・ビスタが最初に公開した作品は、1953年11月10日のアカデミー賞受賞の実写映画『砂漠は生きている』で、ブエナ・ビスタの最初の短編アニメーション作品『プカドン交響楽』との2本立てであった。その後、1956年9月にアメリカで公開された1956年9月にアメリカで公開されたオーストリア映画『Victoria in Dover』と日本の大映映画『楊貴妃』、1958年3月の『The Missouri Traveler』、1959年7月の『聖なる漁夫』（ディズニーが出資した初の第三者作品）などが注目されている。
1957年7月5日までに、日本RKO映画株式会社は、ウォルト・ディズニー・プロダクションとブリティッシュ・コモンウェルス・フィルム・コーポレーションに売却された。外国映画のライセンスを同社に割り当てるにあたり、ウォルト・ディズニーは5、コモンウェルスは8を使うことになった。
1960年4月、同社は社名から "フィルム"を削除した。1961年、ディズニーはブエナ・ビスタ・インターナショナル (Buena Vista International) を法人化し、1979年1月に初のPG指定映画『Take Down』を配給した。この低予算映画は、ウォルト・ディズニー・スタジオが製作したものではなく、独立スタジオから入手したもので、『ブラックホール』がPG指定のディズニー映画第1作となった。1987年7月、ブエナビスタは社名をブエナ・ビスタ・ピクチャーズ・ディストリビューション・インク (Buena Vista Pictures Distribution) に改称した。
1980年代後半、ディズニーはパシフィック・シアターズのチェーンを獲得し、ブエナ・ビスタ・シアターズとパシフィックは1989年までにエル・キャピタン劇場とクレストを改装することになった。クレストが先に完成し、エル・キャピタンは1991年6月19日に映画『ロケッティア』のプレミアでオープンした。
1992年、ブエナ・ビスタはシナージ・ピクチャーズの映画『ザ・スタンド』と1994年の映画『勇気あるもの』『薔薇の素顔』に総額560万ドルの製作資金を融資し、シナージ作品を配給していた。  同社は1994年の株式公開により、シナージの12.8%の株を購入した。その後程なくして、BVPDはシナージと25本の映画配給契約を締結した。
ゴーモンフィルムカンパニーとディズニーは、1993年にフランス配給のジョイントベンチャーであるゴーモン・ブエナ・ビスタ・インターナショナルを設立した。1996年8月、ディズニーと徳間書店は、ディズニーがスタジオジブリのアニメーション映画を配給し、2001年に日本の夏の公開に向けて制作している『千と千尋の神隠し』の制作費の10％を提供することに合意した。ディズニーはその後、ウォルト・ディズニー・ピクチャーズ、ブエナ・ビスタ・ホーム・ビデオ、ミラマックス、タッチストーン・ピクチャーズを通じて、ジブリの15作品の英語吹き替え版を制作し、配給することになった。
1996年9月、ディズニーがキャピタル・シティーズ/ABCを買収したことに伴い、ブエナ・ビスタ・ピクチャーズ・ディストリビューション・インクは、その親会社であるABCに合併された 。
1995年11月の『トイ・ストーリー』のプレミアでは、ディズニーはエル・キャピタン劇場に隣接するハリウッド・メイソン・テンプルを借りて、マルチメディア・ファンハウスと映画の宣伝イベントである「トータリー・トイ・ストーリー」を開催している。1998年7月17日、ブエナ・ビスタ・ピクチャーズ・ディストリビューションは、ハリウッド・メイソン・テンプルの建物を購入し、プロモーションの場として使い続けた。
1997年までに、シナージにおけるブエナ・ビスタ・ピクチャーズ・ディストリビューションの出資比率は5%に低下した。契約の下で9本の映画が完成後、シナージは1997年11月22日にディズニーに『ダイ・ハード3』を除く12本の映画ライブラリーのすべてと2000万ドルを、ディズニーの保有するシナージ株、3540万ドルの製作費の前金、その他の融資と交換に売却した。 2002年に、ディズニーはヴァンガード・アニメーションのアニメーション4作品の契約を締結したが、その交渉の下では1作品しかリリースされなかった。
2004年、ブエナ・ビスタ・インターナショナルとゴーモンはフランスの配給合弁会社であるゴーモン・ブエナ・ビスタ・インターナショナルを解散した。ブエナ・ビスタ・インターナショナルは2006年4月にメガスター・ジョイントベンチャー・カンパニー・リミテッドとベトナム市場向けの配給契約に合意した。

### ウォルト・ディズニー・スタジオ・モーション・ピクチャーズ
2007年4月25日、ディズニーは配給ブランドにおけるブエナ・ビスタ・ブランドの使用を撤廃された。
2009年、ディズニーは再編されたドリームワークスと配給契約を結んだ。この契約では、ドリームワークスから5年間で推定30本の映画が提供され、それは傘下のタッチストーン・ピクチャーズを通じて公開されることになっている。2011年、GKIDSはジブリ作品の北米での劇場配給権を獲得し、ウォルト・ディズニー・スタジオ・ホーム・エンターテイメントは2017年7月までホームビデオの権利を保持した。ただし、ディズニーは日本、台湾、中国における同社の映画のソフト販売のみを取り扱っている。
ディズニーとドリームワークスの配給契約は、2015年12月16日に両スタジオが契約を更新しないことを決定し、2016年8月に期限切れとなり、ディズニーに代わってユニバーサル・ピクチャーズがドリームワークスの配給元となった 。契約終了までに、ディズニーはドリームワークスの当初の30作品契約のうち14作品を配給しており、13作品はタッチストーンを通じて、1作品はウォルト・ディズニー・ピクチャーズを通じて配給していた。ディズニーは、アンブリン・パートナーズへの融資と引き換えに、これら14本のドリームワークス作品の権利を同社から取得し、未払いの融資に対する補償を得た。配給契約の最終作である「光をくれた人」は、タッチストーンの名義で公開された最後の作品でもある。
2017年12月14日、ウォルト・ディズニー・カンパニーは、20世紀フォックスとフォックス・サーチライト・ピクチャーズを含む21世紀フォックスを買収する計画を発表し、2019年3月20日、21世紀フォックスの買収は完了した。買収した映画部門の再編と名称変更を経て、ウォルト・ディズニー・スタジオ・モーション・ピクチャーズは20世紀スタジオの映画の配給を開始し、サーチライト・ピクチャーズは引き続き独立した配給部門を運営することになった。
2020年末から2021年初めにかけて、ディズニーはスタジオの再編を行い、劇場配給をDisney+への配信も統括するディズニー・メディア&エンターテイメント・ディストリビューションの下に置き、 この体制では、ウォルト・ディズニー・スタジオ傘下のすべてのスタジオ（ウォルト・ディズニー・ピクチャーズ、ウォルト・ディズニー・アニメーション・スタジオ、マーベル・スタジオ、ルーカスフィルム、20世紀スタジオ、サーチライト・ピクチャーズ）が製作する国内外の映画を、劇場配給部門が統括することになる。

## 配給
ウォルト・ディズニー・スタジオは、アカデミー賞作品賞にノミネートされた33作品を公開している。その内訳は、旧ミラマックス部門が15作品、ウォルト・ディズニー・ピクチャーズが4作品、タッチストーン・ピクチャーズが6作品、サーチライト・ピクチャーズが3作品、20世紀スタジオとハリウッド・ピクチャーズが各2作品、そしてマーベル・スタジオが1作品である。これらのノミネート作品のうち、5作品（『イングリッシュ・ペイシェント』、『恋におちたシェイクスピア』、『シカゴ』、『ノーカントリー』、『ノマドランド』）が、作品賞を受賞している。
ウォルト・ディズニー・スタジオ・モーション・ピクチャーズは現在、ウォルト・ディズニー・スタジオの全部門から映画を配給しているが、サーチライト・ピクチャーズは例外で、配給とマーケティング業務を自主的に維持している。その他のディズニー映画部門と、一部の他社スタジオを含む。
主に以下のスタジオが製作した映画作品を配給している。
- ウォルト・ディズニー・ピクチャーズ
- ウォルト・ディズニー・スタジオ・モーション・ピクチャー・プロダクション
- ウォルト・ディズニー・アニメーション・スタジオ
- ピクサー・アニメーション・スタジオ
- ディズニーネイチャー
- マーベル・スタジオ
- ルーカスフィルム
- ルーカスフィルム・アニメーション

独立した配給ブランドとして20世紀スタジオとサーチライト・ピクチャーズが設置されている(日本国内の場合はウォルト・ディズニー・ジャパンによって配給)。

### 過去
- タッチストーン・ピクチャーズ
- ディズニートゥーン・スタジオ
- ハリウッド・ピクチャーズ
- ミラマックス・フィルムズ
- ディメンション・フィルムズ
- ドリームワークス[42][43]
- スタジオジブリ
- スパイグラス・エンターテインメント[44][45][46]

### 国際配給
ウォルト・ディズニー・スタジオ・モーション・ピクチャーズ・インターナショナル（Walt Disney Studios Motion Pictures International）は、1961年にブエナ・ビスタ・インターナショナル（Buena Vista International, Inc.）として設立された。
1987年5月4日、ディズニーは業界のライバルであるにもかかわらず、オーストラリアとニュージーランドを除く多くの海外市場でディズニーとタッチストーンの映画を公開するためにワーナー・ブラザース・インターナショナルと劇場公開契約を結び、代わりにロードショー・ディストリビューターズを通じて配給し、ディズニーがその作品に関するすべての配給とマーケティングの決定を完全に支配した（このポリシーで注目すべきは、ポスターのワーナーの表記が不明瞭で、非常に小さな文字でクレジットされている。ただし、イギリスのポスターでは、ロゴが完全に表示されている場合もある）。ワーナーは以前、コロンビア・ピクチャーズと海外配給の提携をしていたが、1988年に解消された。
1992年、ディズニーはワーナー・ブラザースとの提携を解消し、『アラジン』から前述の海外市場で自主配給を開始することを選択し、同時期にワーナー・ブラザースはファミリー向け映画をワーナー傘下で自社配給するワーナー・ブラザース ファミリーエンターテイメントを設立している。1993年から2007年まで、これらの地域では、ディズニーはブエナ・ビスタ・インターナショナルの名前を復活させ、現在他社と取り決めをしていない国でも、その名前で配給を行っていたのである。その後、ディズニーはワーナー・ブラザースとの海外映画配給関係を継続し、1999年から2002年までワーナー・ホーム・ビデオがディズニーの厳選された作品をDVDで配給していたが、ディズニーがこれらの地域でDVDを自社配給することを選択したため、ヨーロッパとオーストラリアでのホームビデオ配給契約を通じて、ワーナー・ブラザースはディズニーの作品を配給することとなった。
レバノンの映画配給・制作会社であるイタリア・フィルムは、1993年以来、ディズニーの中東・北アフリカ（MENA）市場における独占的な劇場用映画配給パートナーであり、当時はブエナ・ビスタ・インターナショナルと直接契約していた。イスラエル以外の中東地域では、ブエナ・ビスタが自社単独で映画配給を行なっていた。
台湾では、最初にMGMがディズニーの配給を担当し、その後20世紀フォックスとワーナー・ブラザースが担当した。1992年から1995年までは、現地の年代電視台が配給を担当した。その頃、ブエナ・ビスタが台湾での事業を開始した。1999年にコロンビアがフォックスとの共同配給を終了し、ブエナ・ビスタに切り替えた。
西ドイツにおけるディズニー映画の権利は、もともとMGM（1970年代前半にCIC傘下）が、その後ワーナー・ブラザースとの合弁の前に20世紀フォックスが配給していたものである。2004年9月、ブエナ・ビスタ・インターナショナル・ジャーマニーは、ユナイテッド・インターナショナル・ピクチャーズとの以前の契約に代わり、2005年2月からウーファ ・フィルムの一部の映画（主にファミリー向け作品）の劇場配給を開始することを発表した。この契約は、ウーファがRTLグループからTele Münchenグループに売却された後に終了し、Tele Münchenグループはレオナイン ディストリビューションの名の下に、その後の作品を自社による配給するようになった。
スペインでは、当初Filmayer S.A.がディズニーの映画を配給し、後にワーナー・エスパニョーラSA.がそれを引き継いだ。
イギリスでは、ワーナー・ブラザースとの合弁以前は、UK フィルム ディストリビューターズの名で、Rank Film Distributorsを通じてディズニー映画が公開されていた。
イタリアとブラジルでは、ディズニーの映画はワーナー・ブラザースの合弁事業を前に、シネマ・インターナショナル・コーポレーションとユナイテッド・インターナショナル・ピクチャーズによって配給されていた。
オーストラリアとニュージーランドでは、ディズニーの映画は、20世紀フォックスがCICとUIPとの合弁事業（それぞれCIC-FoxとUIP-Foxの名前）の下で配給していたが、1987年に後者がヴィレッジ・ロッドショーと合併してロードショー・エンターテイメントが配給を引き継ぐまでは、グレーター・ユニオン・フィルム・ディストリビューションに切り替わっていた。
ポーランドやハンガリーなど他のヨーロッパ諸国では、ディズニーの映画は、ポーランドのFilmoteka NarodowaやハンガリーのInterCom Zrt.など、地元の配給会社を通じて公開されるようになった。
ディズニーとソニー・ピクチャーズは1997年に東南アジアで映画配給の合弁会社を設立している。2006年12月までに、ブラジル、メキシコ、シンガポール、タイ、フィリピンなどで、ソニー・ピクチャーズ リリーシング インターナショナルと14の共同配給会社が設立され、存在している。2007年1月には、ロシアとCISで15社目の合弁事業がスタートした。2017年2月、ソニーはフィリピンを中心とした東南アジアのベンチャー企業から離脱を開始した。2017年8月14日、ソニーは自社事業のために合弁契約を解消。2019年1月31日、当時進行中だった21世紀フォックスのほとんどの資産（20世紀フォックスを含む）の買収を見越して、ディズニーはウォルト・ディズニー・スタジオ ソニー・ピクチャーズ・リリーシング メキシコの名前のメキシコの合弁会社の株式をソニー・ピクチャーズ リリーシングに売却することに同意した。
ギリシャとキプロスでは、ディズニーの映画は地元の配給会社であるFeelgood Entertainmentを通じて配給されており、同社はこれらの地域でソニー・ピクチャーズの映画も配給している。
中国では、国際的な映画配給に関する規制政策により、中国におけるディズニー作品はすべてチャイナ・フィルムとファシャ・フィルム・ディストリビューションが配給している。
2017年10月、2019年初頭に公開されるM・ナイト・シャマラン監督の『ミスター・ガラス』の国際配給を、ディズニーがブエナ・ビスタ・インターナショナルのバナーを通じて取り扱うことが発表された。本作は、彼の以前の作品である『アンブレイカブル』（ディズニーがタッチストーンの名義を通じて配給）と『スプリット』（ユニバーサル・ピクチャーズが配給）の続編である。ディズニーとの契約により、ユニバーサルは本作のアメリカ国内の配給権を保持し、ディズニーは同レーベルのもとで海外地域で配給を行った。英国製作の映画『パトリック』は、2018年にディズニーが英国のブエナ・ビスタ・インターナショナル・レーベルの下で公開された。『ミッシング・リンク 英国紳士と秘密の相棒』もディズニーがブエナ・ビスタ・インターナショナル傘下でラテンアメリカ、ロシア、アジアの一部の国で公開された。2021年、ブエナ・ビスタ・インターナショナルはブラジルのNetflix作品『Just Short of Perfect』も共同制作している。
2022年2月11日、ブエナ・ビスタ・インターナショナルのラテンアメリカ法人は、スターブランドがラテンアメリカ地域のブエナ・ビスタブランドをディズニー ラテンアメリカに置き換えたため、スター・ディストリビューションに改名された。
2022年11月3日、ブエナ・ビスタ・インターナショナルのブラジル法人も、2022年2月11日にラテンアメリカ地域でブエナ・ビスタブランドが正式に廃止され、スターブランドに置き換えられた後、スター・ディストリビューションに改名された。ただし、ブエナ・ビスタ・インターナショナルの名前は、20世紀/サーチライトのタイトルのラテンアメリカとブラジルのプリントで引き続き使用されている。

## 関連部門
ウォルト・ディズニー・スタジオ・ホーム・エンターテイメント（Walt Disney Studios Home Entertainment）
ディズニー・プラットフォーム・ディストリビューションのホームビデオ販売部門。旧称ブエナ・ビスタ・ホーム・エンターテイメント（Buena Vista Home Entertainment, Inc.）。